# Grete Balle
Margrethe (Grete) Prætorius Balle (født 26. april 1926 i Haderslev) er en dansk væver og maler, gift med Mogens Balle.
Grete Balle tilhørte tekstilkunstens avantgarde i 1960'erne og langt ind i 1970'erne, og afprøvede grænser for tekstiler. Hun havde bl.a. et tæt samarbejde med Gunnar Aagaard Andersen og Arthur Köpcke.
Balles inspiration har været mangfoldig, bl.a. den norske væver Hannah Ryggen, COBRA, men også folkekunsten og de såkaldt primitive kulturer.